# Sromlje
Sromlje je naselje u Općini Brežice u istočnoj Sloveniji. Sromlje se nalazi u pokrajini Štajerskoj i statističkoj regiji Donjoposavskoj. 

## Stanovništvo
Prema popisu stanovništva iz 2002. godine Sromlje je imalo 106 stanovnika.

### Etnički sastav
1991. godina:
- Slovenci: 106 (89,1%)
- Hrvati: 3 (2,1%)
- Muslimani: 1
- Nepoznato: 9 (7,6%)